# Laucala Island Airport
Laucala Island Airport är en flygplats i Fiji.   Den ligger i divisionen Norra divisionen, i den västra delen av landet, 250 km väster om huvudstaden Suva. Laucala Island Airport ligger 9 meter över havet. Den ligger på ön Laucala Island.
Terrängen runt Laucala Island Airport är huvudsakligen kuperad, men söderut är den platt.